# گوموشتنیک
گوموشتنیک (به بلغاری: Gumoshtnik) یک منطقهٔ مسکونی در بلغارستان است که در شهرستان ترویان واقع شده‌است.